# Aeroportul Eagle River Union
Aeroportul Eagle River Union (IATA: EGV, ICAO: KEGV, FAA LID: EGV) este un aeroport din Wisconsin, Statele Unite ale Americii ce deservește zona Eagle River. Aeroportul a fost tranzitat în 2019 de 42 de pasageri. A fost numit după zona deservită.
Situat la o altitudine de 500 m, aeroportul dispune de 2 piste.

## Infrastructură

### Piste
Aeroportul dispune de 2 piste. Pista 04/22 are suprafața de asfalt și dimensiunile 5.000 picioare × 76 picioare. Pista 13/31 are suprafața de asfalt și dimensiunile 3.400 picioare × 60 picioare. 